# Râul Valea Caselor, Homorodul Vechi
Râul Valea Caselor este un curs de apă, afluent al râului Homorodul Vechi. 